# 1889年12月22日日食
1889年12月22日日食为一次在协调世界时1889年12月22日出現的日全食。該次日食食分為1.0449，食甚維持4分18秒。

## 概述
這次日食的食分是1.0449，全食維持4分18秒。

## 基本參數
- 日食類型：日全食
- 食甚資料：
  - 日期：1889年12月22日
  - 時間：12時54分15秒
  - 地點：13S 13W
  - 食分：1.0449
  - 日全食持續時間：4分18秒

## 外部連結
- NASA日食專頁（页面存档备份，存于）（英文）